# Kreisgericht Glogau
Das Kreisgericht Glogau war ein preußisches Kreisgericht in der damaligen Provinz Schlesien mit Sitz in der Stadt Glogau.

## Geschichte
In Bezirk des Kreisgerichts Glogau bestanden bis 1849 das königliche Land- und Stadtgericht Glogau sowie viele Patrimonialgerichte.
1849 wurden in Preußen einheitlich Kreisgerichte geschaffen. Hierbei wurde die Patrimonialgerichtsbarkeit abgeschafft und die Patrimonialgerichte wurden aufgehoben. Auch die eingangs genannten Gerichte wurden aufgehoben und es entstand das Königliche Kreisgericht Glogau im Sprengel des Appellationsgerichts Glogau. Es war für den Landkreis Glogau zuständig.
Das Kreisgericht Glogau war Schwurgericht für die Kreisgerichte Glogau, Guhrau, Lüben und Sprottau. Am Gericht waren 1870 ein Direktor und elf Kreisrichter eingesetzt. 1870 betrug die Zahl der Gerichtseingesessenen 75.789. Eine Gerichtskommission bestand in Polkwitz.
Im Rahmen der Reichsjustizgesetze wurde das Gerichtswesen in Deutschland 1879 vereinheitlicht. Damit wurde das Kreisgericht Glogau aufgehoben und das königlich preußische Amtsgericht Glogau mit Wirkung zum 1. Oktober 1879 als eines von 14 Amtsgerichten im Bezirk des Landgerichtes Glogau als Nachfolger gebildet. Auch die Gerichtskommission wurde in ein Amtsgericht (Amtsgericht Polkwitz) umgewandelt.